# Зуко Џумхур
Зулфикар Зуко Џумхур (Коњиц, 24. септембар 1921 — Херцег Нови, 29. новембар 1989) био је југословенски путописац, филмски и телевизијски сценариста, позоришни сценограф, уметнички директор филма, ликовни критичар, костимограф, сликар и карикатуриста.

## Биографија
Потицао је из старе угледне породице муслиманског свештеника (улема). Отац му је Абдуселам Џумхур а мајка Васвија рођена Туфо. Породица се два месеца по његовом рођењу преселила у Београд, где је његов отац радио као главни имам Војске Краљевине Југославије. Ту је завршио основну школу и нижу гимназију, а вишу гимназију у Сарајеву 1939. Почео је студирати право у Београду, али је прешао на ликовну академију, коју је завршио у класи Петра Добровића.
Прве цртеже је објавио у листу „Народна армија“ 1947. године, а од тада је сарађивао као карикатуриста и илустратор у Јежу, Борби, „Ветрењачи“, Политици, Ослобођењу, ревији „Данас“ и НИН-у као стални сарадник и уредник.
Објавио је више од 10.000 карикатура. Написао је сценарије за више кратких и три играна филма. Урадио је 35 сценографија за позориште, а током последњих десет година живота радио је на сарајевској телевизији као писац сценарија и водитељ серија емисије „Ходољубља“. Његови суграђани сматрали су га једним од највећих боема свога времена.
Умро је у Херцег Новом, а сахрањен је у родном Коњицу, 29. новембра 1989. године.
Добитник је бројних награда и Ордена братства и јединства са златним венцем.

## Објављене књиге
- Некролог једној чаршији, Сарајево, 1958,
- Писма из Азије, Мостар, 1973,
- Ходољубља, Загреб, 1982,
- Путовање бијелом лађом, Сарајево, 1982,

Постхумно су објављена његова Изабрана дјела у седам књига, која су обухватила и нове необјављене рукописе: „Писма из Африке и Европе“, „Стогодишње приче“ и „Адакале“.
Објавио је и Зелену чоју Монтенегра, заједно са Момом Капором.